# 摩洛哥 (印第安納州)
摩洛哥（英語：Morocco）是一個位於美國印地安納州牛頓縣的城鎮。

## 人口
根據2010年美國人口普查的數據，摩洛哥的面積為2.76平方千米，當中陸地面積為2.76平方千米，而水域面積為0.00平方千米。當地共有人口1,129人，而人口密度為每平方千米409人。